# 克里斯赫纳拉贾纳加尔
克里斯赫纳拉贾纳加尔（Krishnarajanagar），是印度卡纳塔克邦Mysore县的一个城镇。总人口30603（2001年）。

## 人口
该地2001年总人口30603人，其中男性15589人，女性15014人；0—6岁人口3263人，其中男1679人，女1584人；识字率73.01%，其中男性为78.04%，女性为67.80%。